# Amposta
Amposta è un comune spagnolo di 18 841 abitanti (2005) situato nella comunità autonoma della Catalogna.